# Zizula hylax
Espèce
Zizula hylax est une espèce de lépidoptères (papillons) de la famille des  Lycaenidae et de la sous-famille des Polyommatinae.

## Nom vernaculaire
Zizula hylax se nomme en anglais Tiny Grass Blue ou Gaika Blue.

## Description

### Papillon
L'imago de Zizula hylax est un petit papillon qui présente un dimorphisme sexuel : le dessus du mâle est bleu violet avec une bordure beige mordoré, alors que la femelle est entièrement beige mordoré.
Le revers est ocre beige à gris bleuté, orné de lignes de points marron et d'une série de chevrons submarginaux doublant une ligne de taches.

### Chenille
La chenille est de couleur verte avec des lignes foncées sur les flancs.

## Biologie

### Phénologie
En zone tropicale, il vole toute l'année.

### Plantes hôtes
Les plantes hôtes de sa chenille sont diverses, avec notamment Phaulopsis imbricata, Ruellia sp., Justicea sp., Chaetacanthus setiger, Dyschoriste sp., Oxalis corniculata, Blechum pyramidatum, des Strobilanthes, Lantana camara, des Vicia et Hygrophila angustifolia.

## Distribution géographique

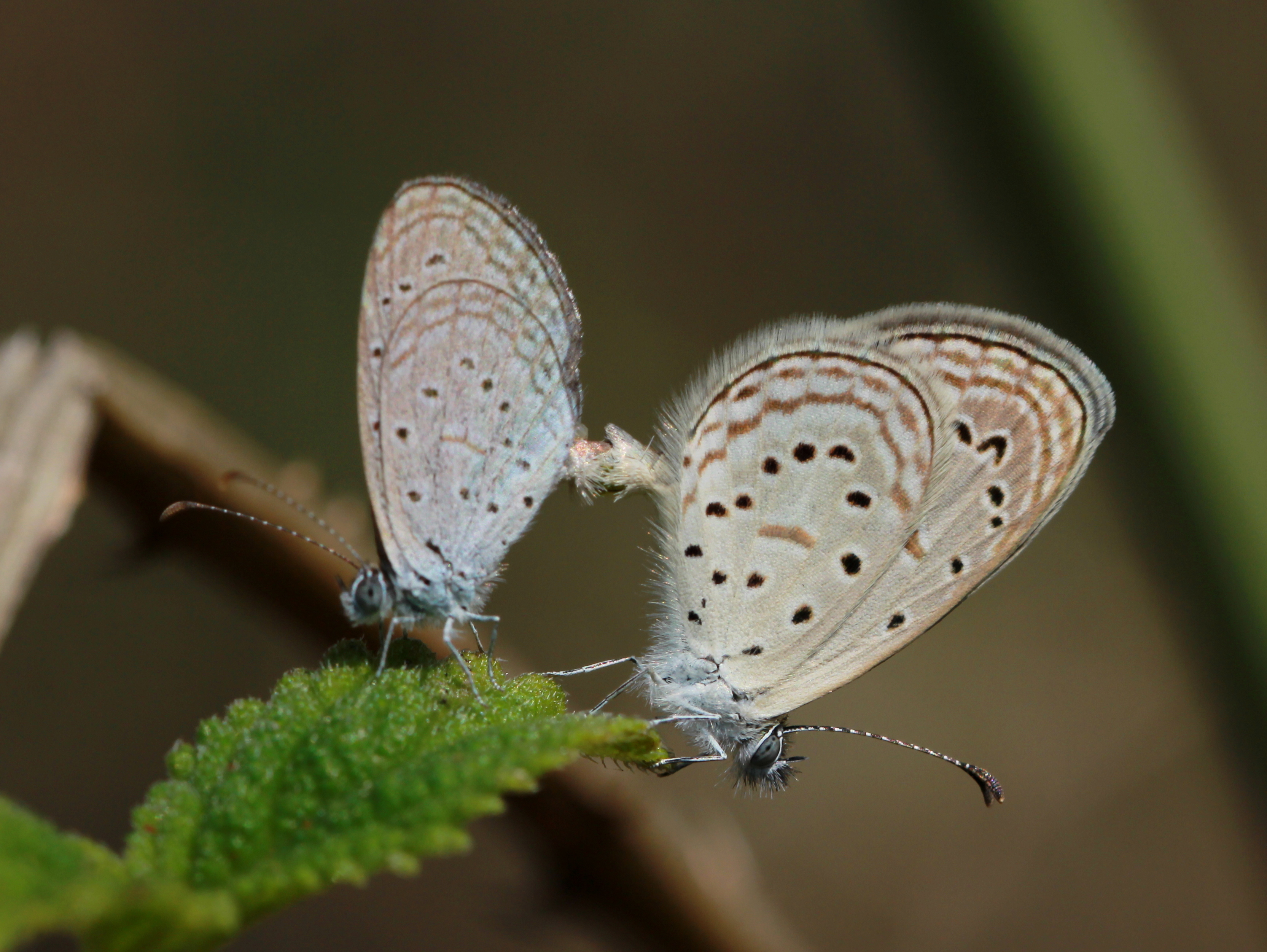
Accouplement, en Inde.

Zizula hylax est présente en Afrique, à Madagascar, à l'île de La Réunion, à l'île Maurice, dans la péninsule Arabique, en Asie du Sud et du Sud-Est, aux Philippines et au Japon,, mais aussi de la Papouasie aux îles Salomon (sous-espèce dampierensis),, et en Australie près des côtes nord et est (sous-espèce attenuata).
L'espèce est également signalée aux États fédérés de Micronésie.

## Systématique
L'espèce actuellement appelée Zizula hylax a été décrite par l'entomologiste danois Johan Christian Fabricius en 1775 sous le nom initial de Papilio hylax.
Il existe de nombreux synonymes :
- Papilio hylax Fabricius, 1775
- Papilio donovani Kirby, 1800
- Lycaena gaika Trimen, 1862
- Lycaena mylica Guenée, 1862
- Lycaena cleodora Walker, 1870
- Lycaena perparva Saalmüller, 1884
- Zizera gaika var. horii Matsumura, 1915

### Sous-espèces
D'après FUNET Tree of Life (5 juin 2019) :
- Zizula hylax hylax (Fabricius, 1775) — de l'Afrique à l'Indonésie.
- Zizula hylax pygmaea (Snellen, 1876)
- Zizula hylax dampierensis (Rothschild, 1915) — de la Papouasie aux îles Salomon.
- Zizula hylax attenuata (Lucas, 1890) — en Australie.